# 蓮華寺 (三好市)
蓮華寺（れんげじ）は、徳島県三好市池田町ハヤシにある真言宗御室派の寺院である。山号は七宝山。本尊は十一面観音。新四国曼荼羅霊場64番札所。阿波西国三十三観音霊場18番札所。四国阿波八供養菩薩霊場「金剛華菩薩」。
ご詠歌：観音の　ふかき心を　おもいつつ　はちすの寺に　今日も来にけり

## 歴史
伝承によれば、天平年間（729年-748年）に行基が巡錫の砌、南山の山腹に小池ありて蓮華の咲くのを見、聖地とし一仏を刻んで草堂を建てたのが当寺の始まりと伝えられている。
中世に至り、池田城代中村美作守により本堂を建立、それ以来、江戸幕末まで中村家の外護を受ける。

## 境内
- 山門（多宝門）
- 本堂（大悲殿）：背後に収蔵庫
- 客殿：庭園
- 鐘楼
- 歌碑：前田透「讃えつつみ　やまを越えて　尋めゆけば　はちすが池に　ひかりなずさふ」が山門のうえにある。

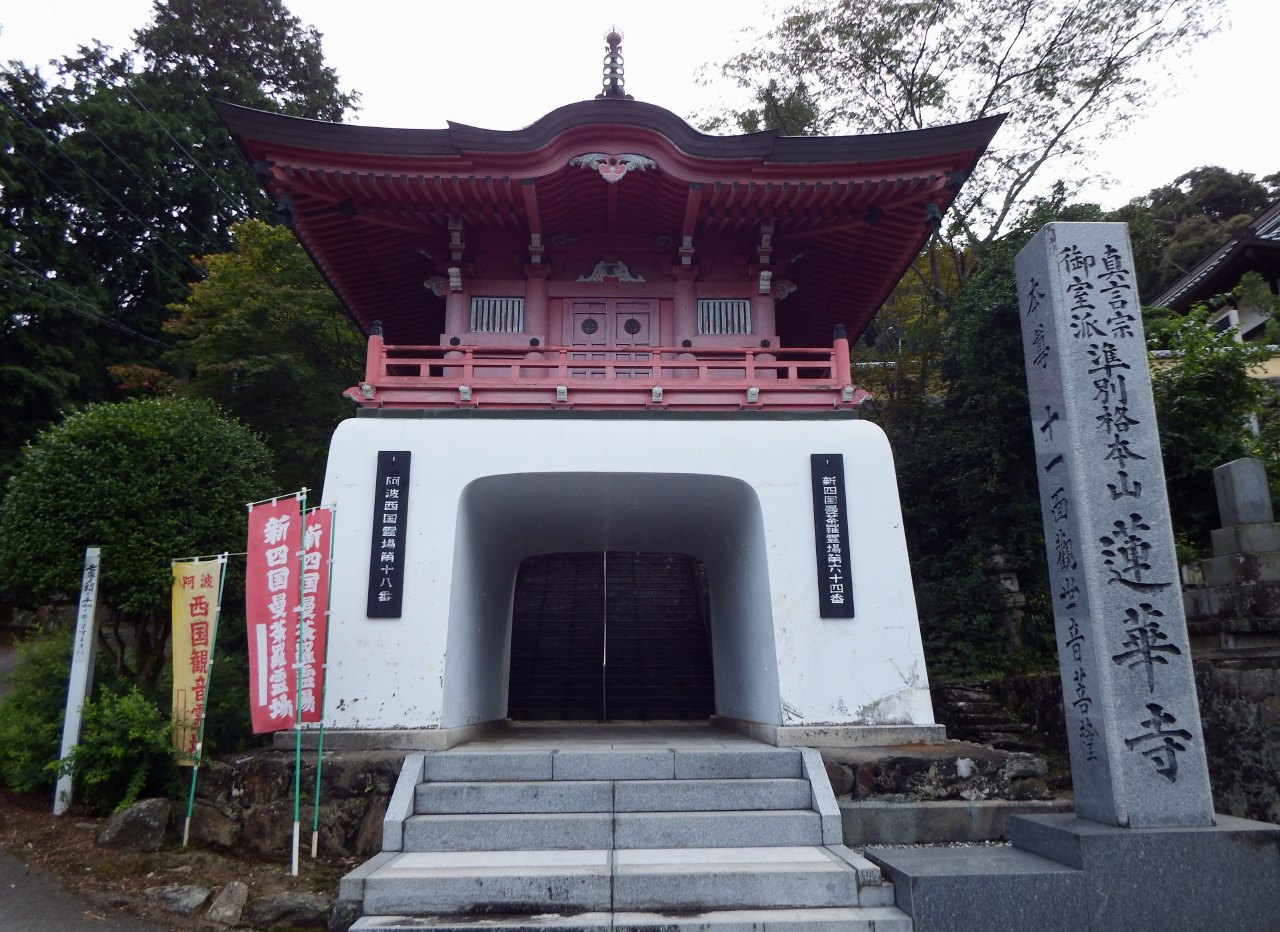
多宝門
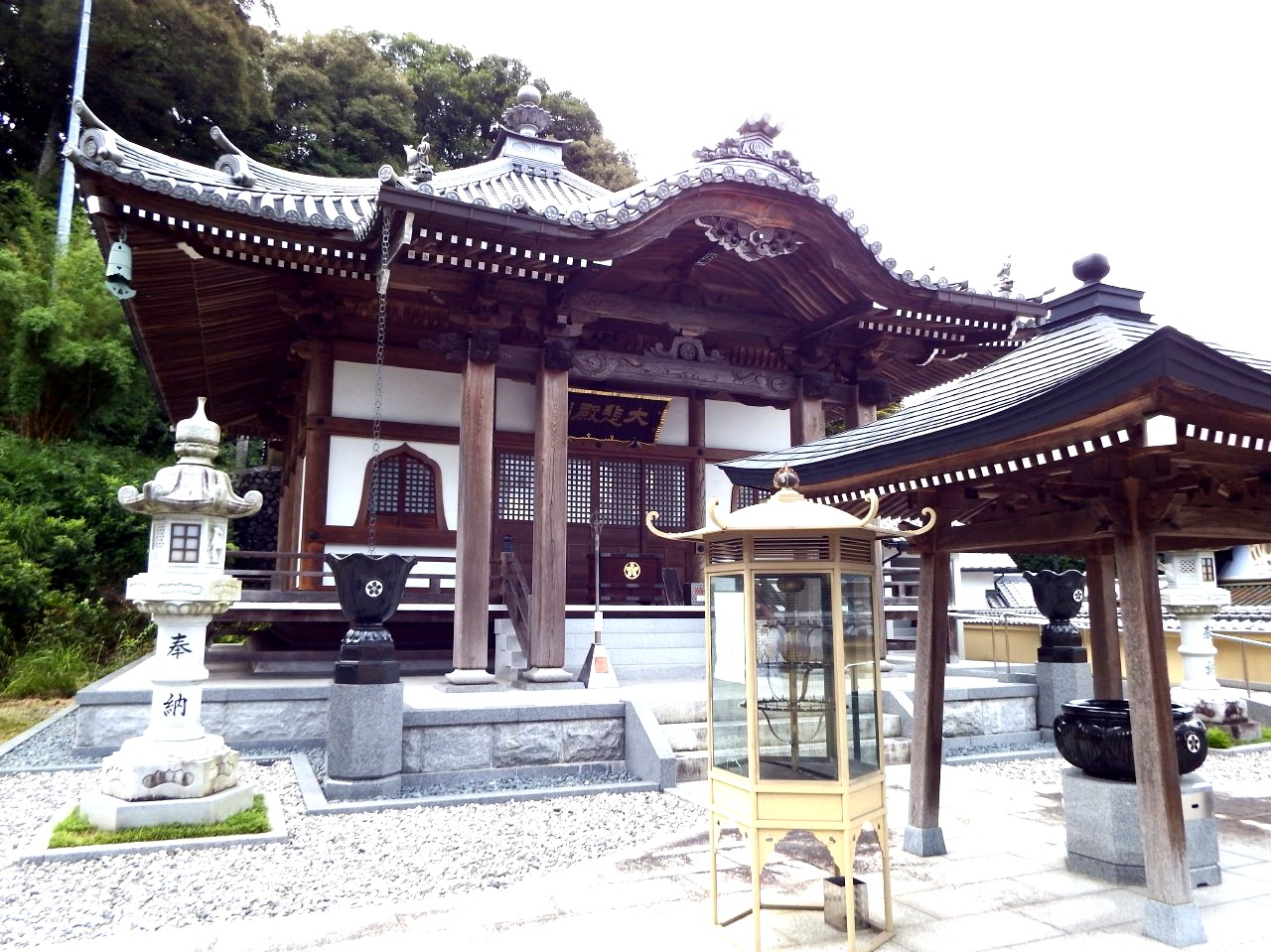
本堂

## 文化財
徳島県指定有形文化財
- 木造十一面観音立像：桜の一木造り、平安時代後期作、1954年（昭和29年）に指定[1]。

## 前後の札所
新四国曼荼羅霊場
63番 長福寺 ---- 64番 蓮華寺 ---- 65番 願成寺

## 交通案内
- 四国旅客鉄道（JR四国）土讃線 阿波池田駅より車で約7分。